# Sidney Howard
Sidney Coe Howard (Oakland, 26 de junho de 1891 - Tyringham, 23 de agosto de 1939) foi um escritor e roteirista estadunidense. Vencedor do Prêmio Pulitzer em 1925, Howard ganhou um Oscar póstumo  em 1940 pelo roteiro de ...E o Vento Levou.

## Filmografia
- 1939: ...E o Vento Levou (ganhou o Oscar de melhor roteiro adaptado)
- 1939: Raffles
- 1938: Cinco Heróis
- 1937: Nada é Sagrado (escritor colaborador - sem créditos)
- 1937: O Prisioneiro de Zenda (sem créditos)
- 1936: Fogo de Outono (indicado ao Oscar de melhor roteiro adaptado)
- 1933: Relíquia de Amor (peça "The Late Christopher Bean")
- 1933: Amor de Mãe
- 1932: Cortesãs Modernas (adaptação)
- 1931: Médico e Amante (indicado ao Oscar de melhor roteiro adaptado)
- 1931: Uma Noite Sublime (adaptação)
- 1930: Esposa Emancipada (peça "Half Gods")
- 1930: Die Sehnsucht jeder Frau (adaptação e diálogo) / (peça)
- 1930: Raffles
- 1930: Mulher Ideal (peça "They Knew What They Wanted") / (roteiro)
- 1929: Condenados
- 1929: Amante de Emoções
- 1928: Amor à Beira do Mar (peça)
- 1928: Hora Secreta (peça "They Knew What They Wanted")